# Evangelisch-Lutherische Kirche Taschkent
Die Evangelisch-lutherische Kirche oder Deutsche Kirche im usbekischen Taschkent wurde 1891–1896 nach dem Entwurf des Architekten Alexei Benois für die russlanddeutsche Gemeinde in Taschkent erbaut. Finanziert wurde der Bau vom Vorsitzenden des Kirchenrates, dem Arzt und Botaniker Hieronymus Krause. Der Bau im Stil der Neogotik ist durch Verwendung örtlicher gelb-bräunlicher Ziegel sehr markant. Der erste Gottesdienst in der Kirche wurde 1899 abgehalten.
Nach dem Ersten Weltkrieg war die Lage für die Gemeindemitglieder wegen der Diskriminierung Deutscher schwierig, doch konnte die Kirche in den 1920er Jahren weiter genutzt werden. Der letzte Pastor in der Zeit vor dem Zweiten Weltkrieg war Heinrich Behrendts. Dieser wurde 1937 während der Stalinschen Terrors verhaftet und starb im Arbeitslager. Die Kirche wurde geschlossen, stand drei Jahre lang leer, wurde dann als Lagerhaus genutzt, beherbergte ein Amt für Geologie, einen Hundeverein und erfüllte sogar die Funktion eines Wohnheims. Ab 1977 wurde das Gebäude aufgrund seiner hervorragenden Akustik für Orgelkonzerte genutzt.
Im Jahr 1993 wurde der Bau an die wiedergegründete russlanddeutsche lutherische Gemeinde zurückgegeben, die heute wieder mehr als 200 Gemeindemitglieder hat. Die Gottesdienste werden in deutscher und russischer Sprache gehalten.